# Центр (Севастополь)
Історичний центр Севастополя має своїм ядром центральне кільце та центральну гірку. Межі сучасного центру чітко не обмежені, зазвичай до нього включають навколишні райони: Історичний бульвар, Одеський яр та гірку біля площі Повсталих, що обмежена з заходу Заміською балкою.
Забудова переважно у стилі радянського класицизму, збереглись кілька споруд часу Російської імперії.
Збереглись історичні культові будівлі: мечеть Ак'яр Джамі, кенаса, Покровський, Володимирський та Михайлівський собори, храм Петра і Павла, костел Климента Римського.
Музеї:  Панорама Оборони Севастополя 1854-1855 рр., Музей Чорноморського флоту, Акваріум, Художній музей ім. Крошицького.

## Історія
За наказом командира ескадрою Фоми Мекензі 14 червня 1783 року на мисі між Артилерійською та Південною бухтами були закладені перші кам'яні будівлі Ахтіяра - адміралтейство, пристань, каплиця та кузня, а потім і магазини (склади), госпіталь, казарми офіцерів.
Ця місцевість, розташована поряд з сучасною площею Нахімова, стала відправною точкою будівництва міста.
У 1830-х - 1840-х роках, за часи керівництва флотом та містом Михайлом Лазарєвим, Севастополь отримав перший генеральний план та швидко зростав.
Під час Кримської Війни 1854-1855 pp. центр міста був майже повністю зруйнований, а в бухті залишалось до 70-ти затоплених суден. З 1860-х йде поступове відновлення міста, за переписом населення 1897 року в Севастополі проживало 53 600 людей.
Під час Другої Світової Війни Севастополь був повторно зруйнований. Постановою уряду від 1 листопада 1945 року Севастополь потрапив до списку 15 міст РРФСР, які мали бути першочергово відновлені, що дало можливість залучити великі ресурси для будівництва. Генплан відновлення був розроблений під керівництвом архітектора Григорія Бархіна, адаптований та виконаний на місці під керівництвом архітектора Валентина Артюхова. План передбачав збереження єдності класичного стилю, будинки будувались з білого інкерманського каменю. Відновлення завершено у 1957 році.

Збудовані до Кримської війни
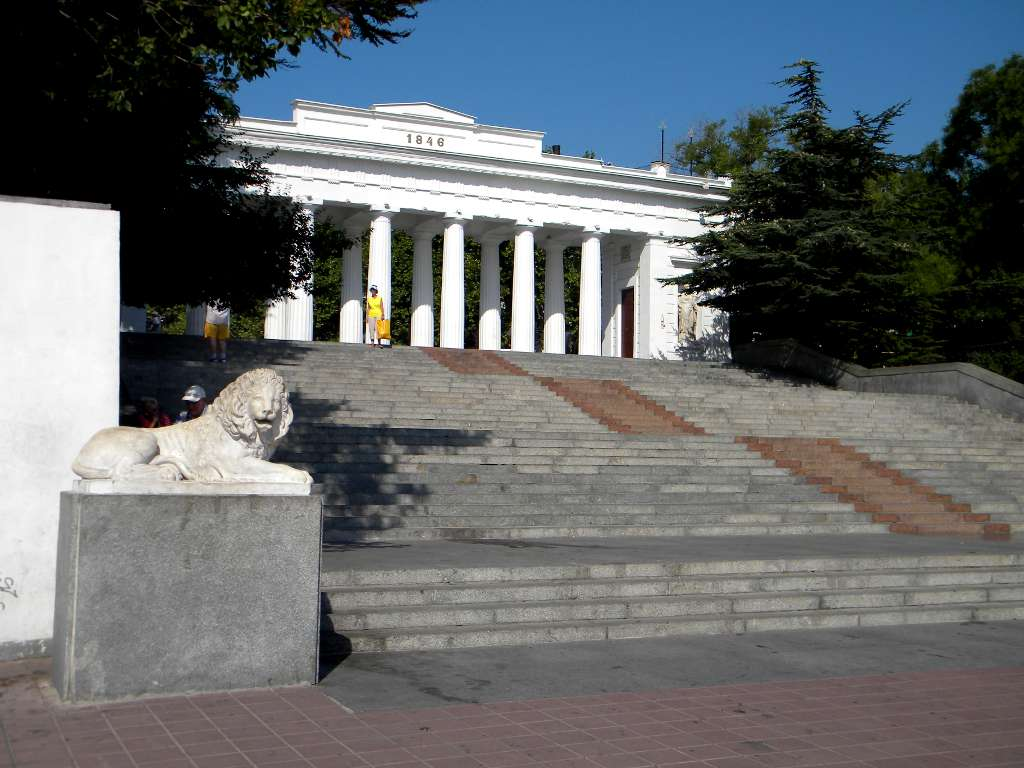
Графська пристань, 1848
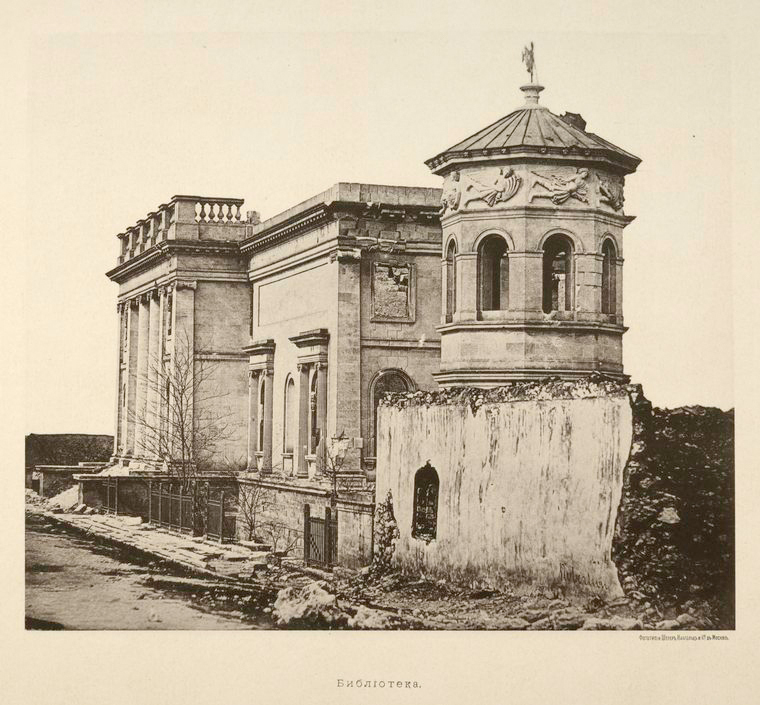
морська бібліотека та Башта вітрів, руїни після війни, 1856
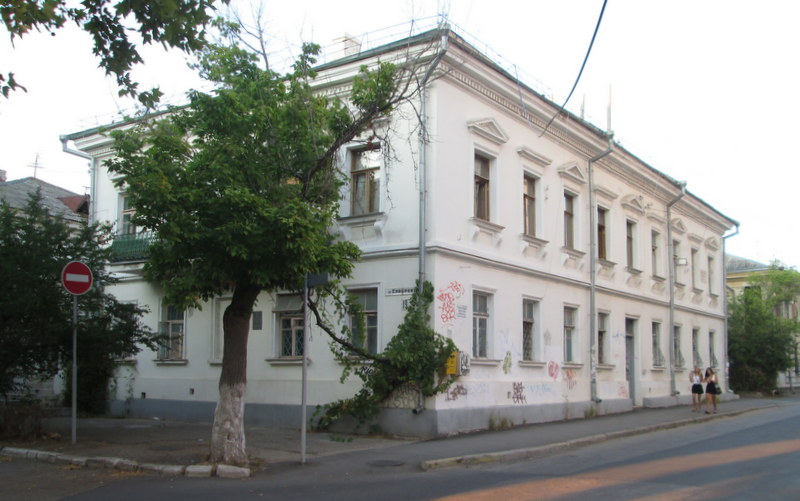
Будинок Волохова

Початок XX ст.
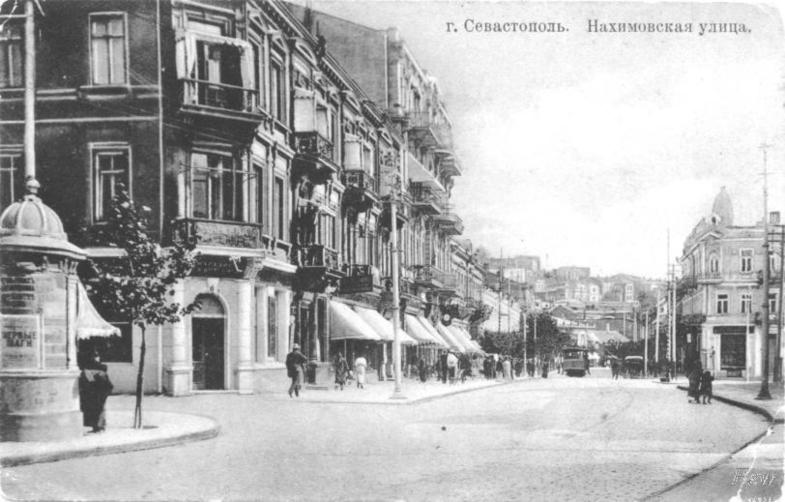
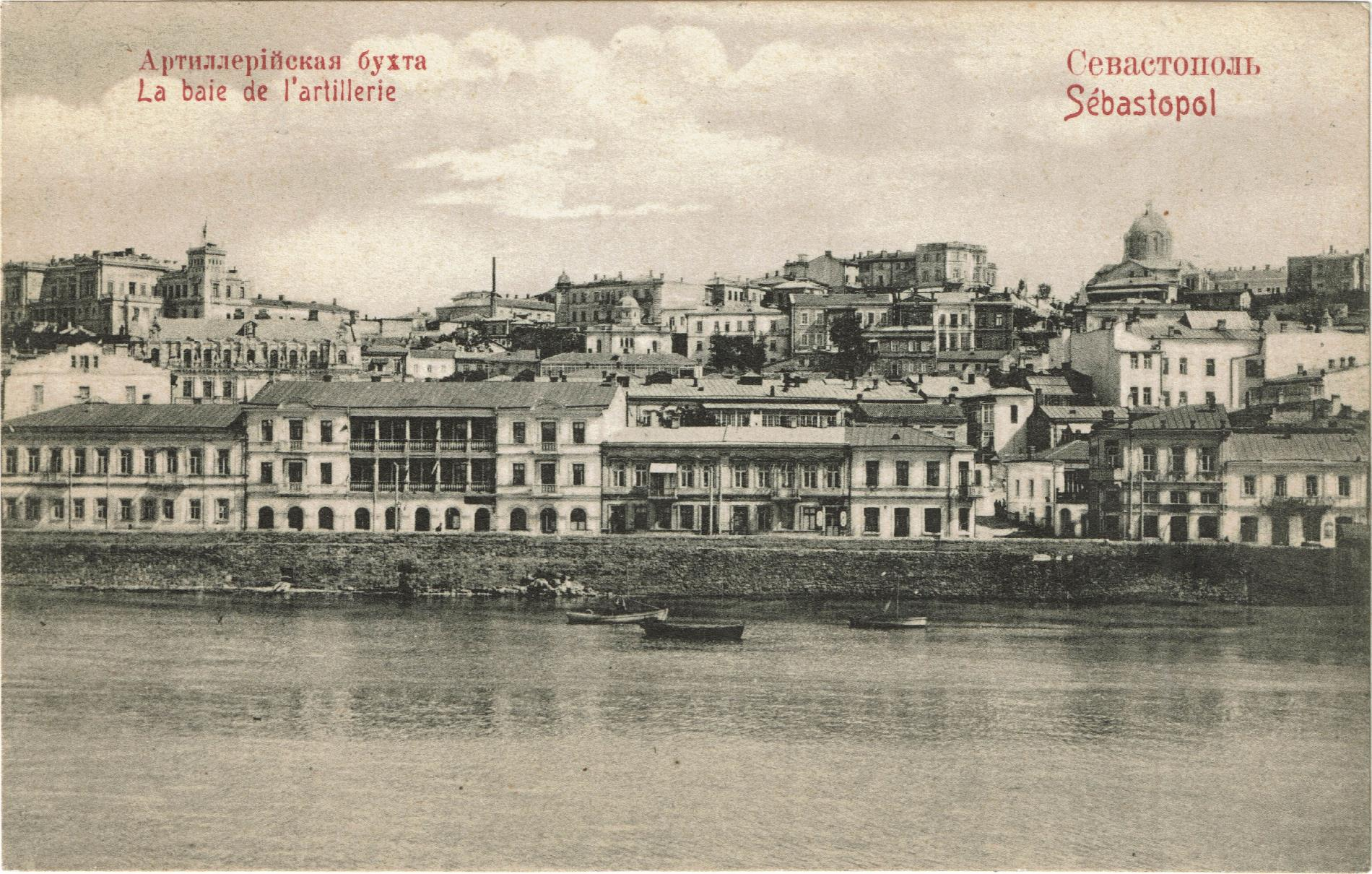
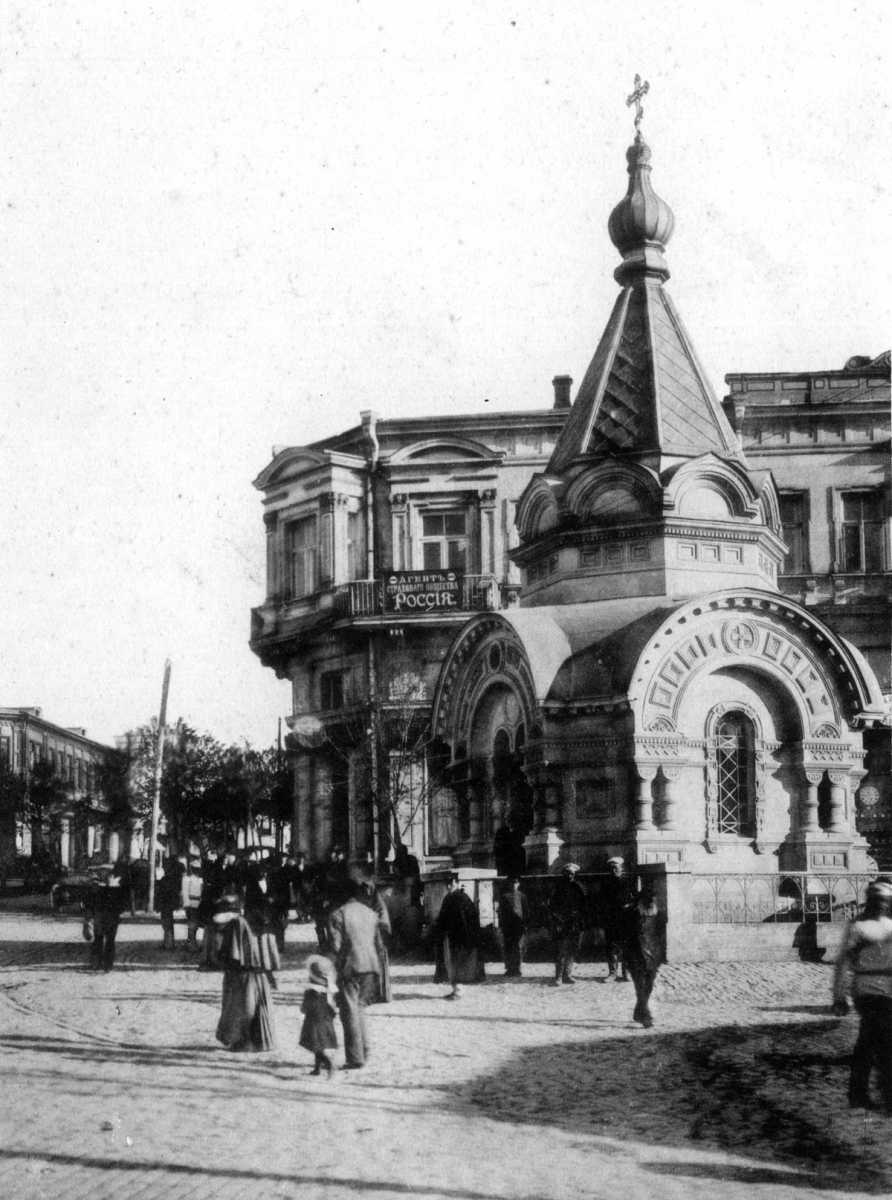
Дзвіниця св. Миколая

Дореволюційні будівлі
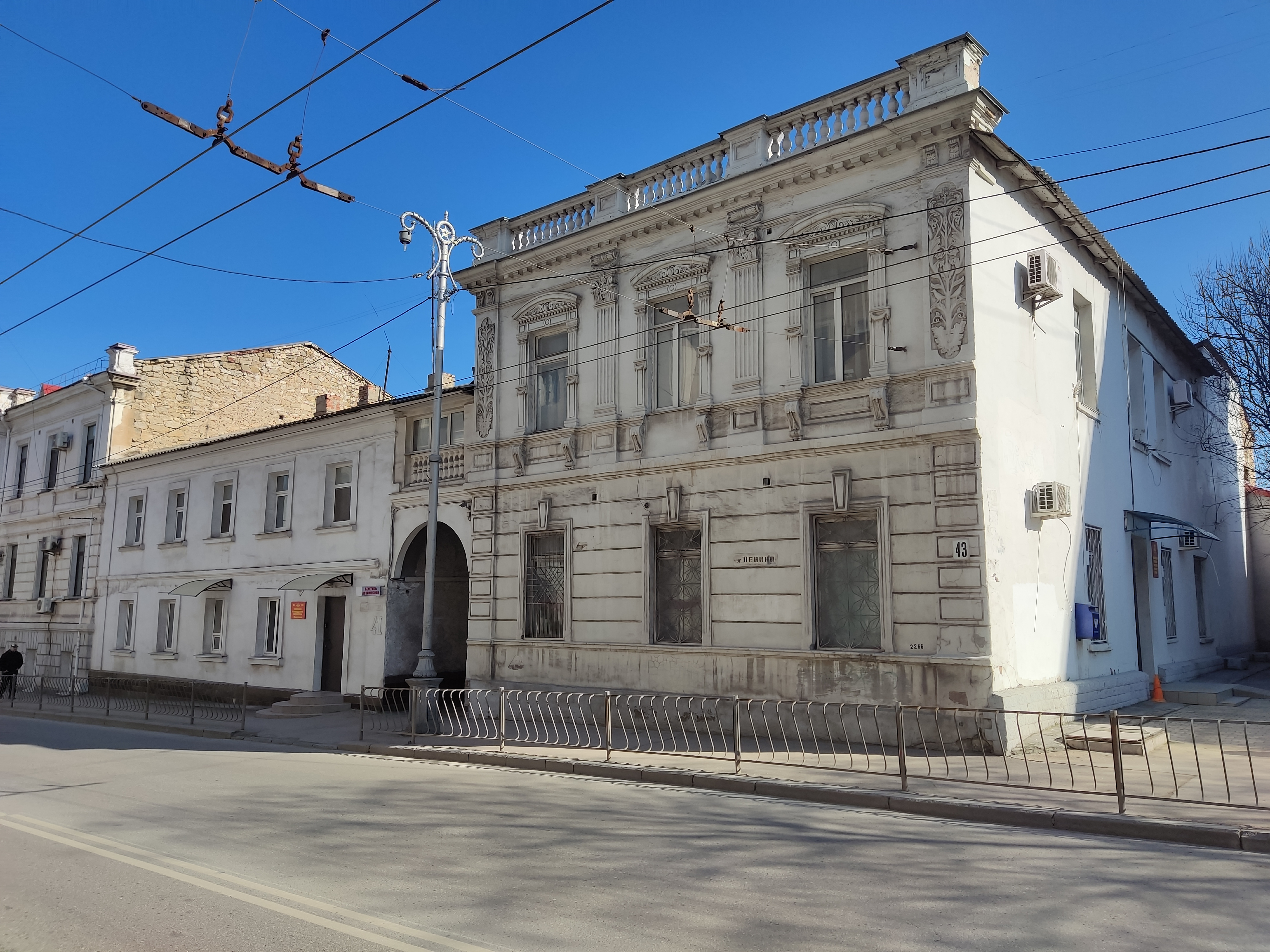
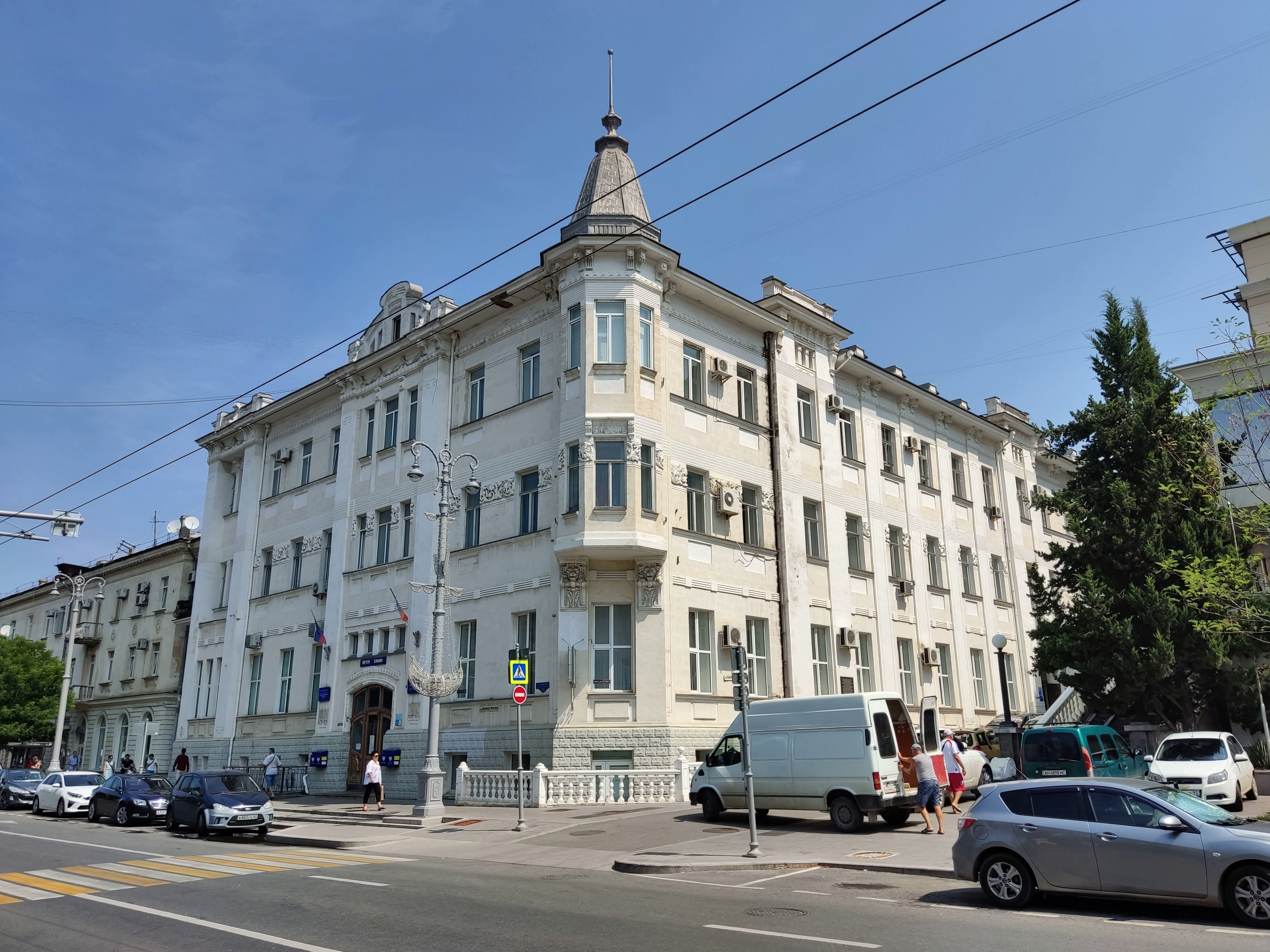
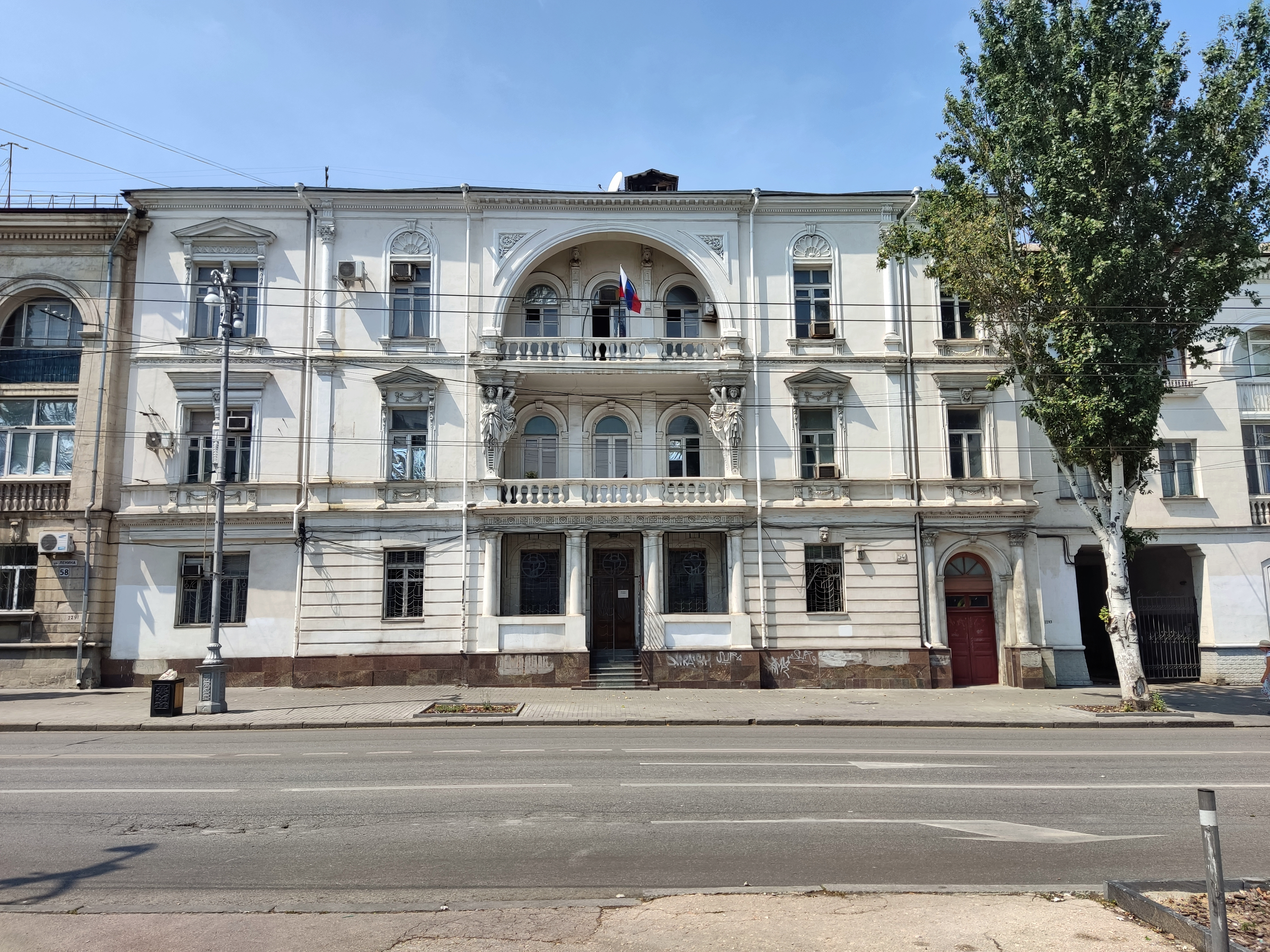

Будівлі 1920-30 хх років
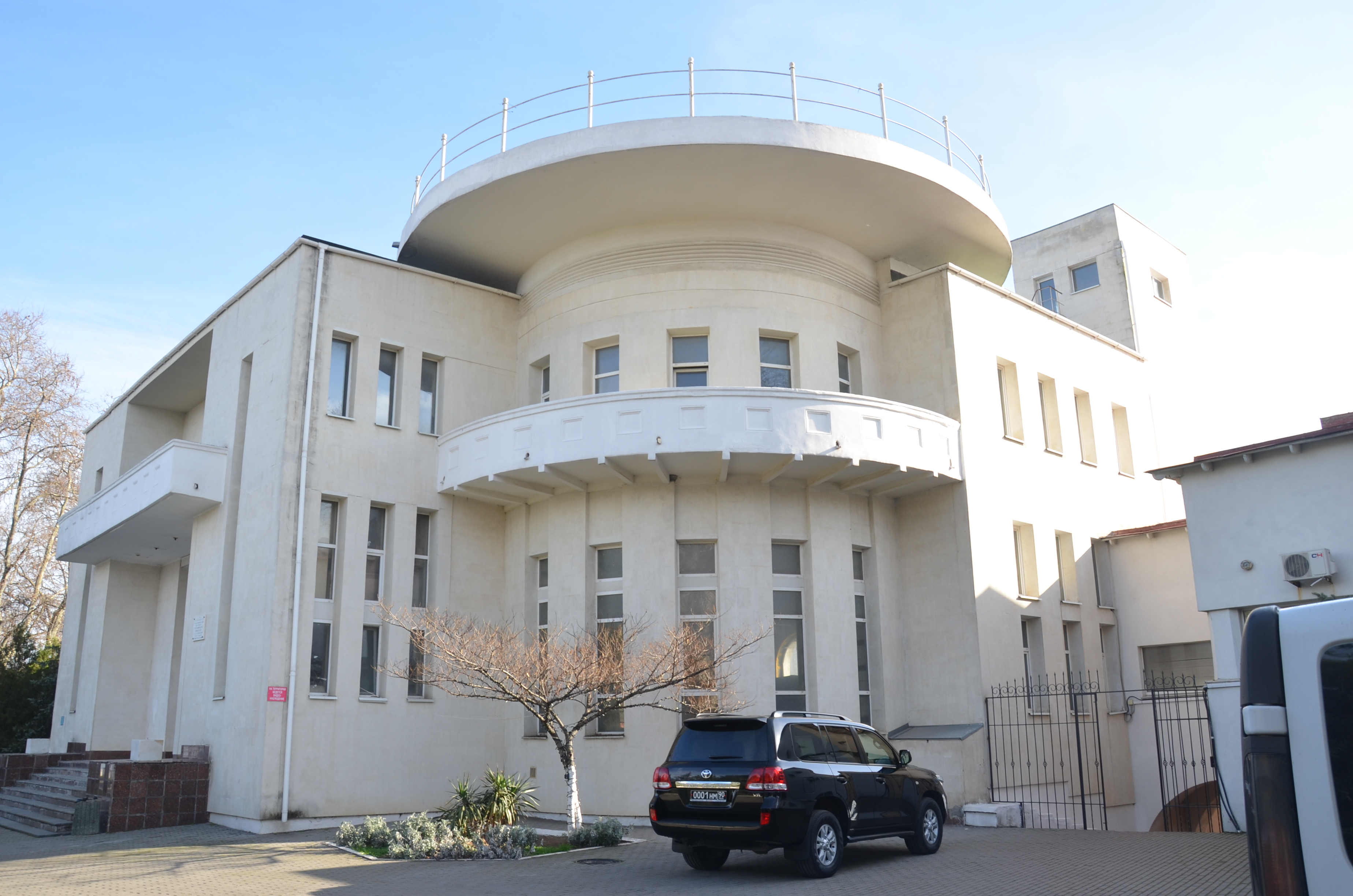
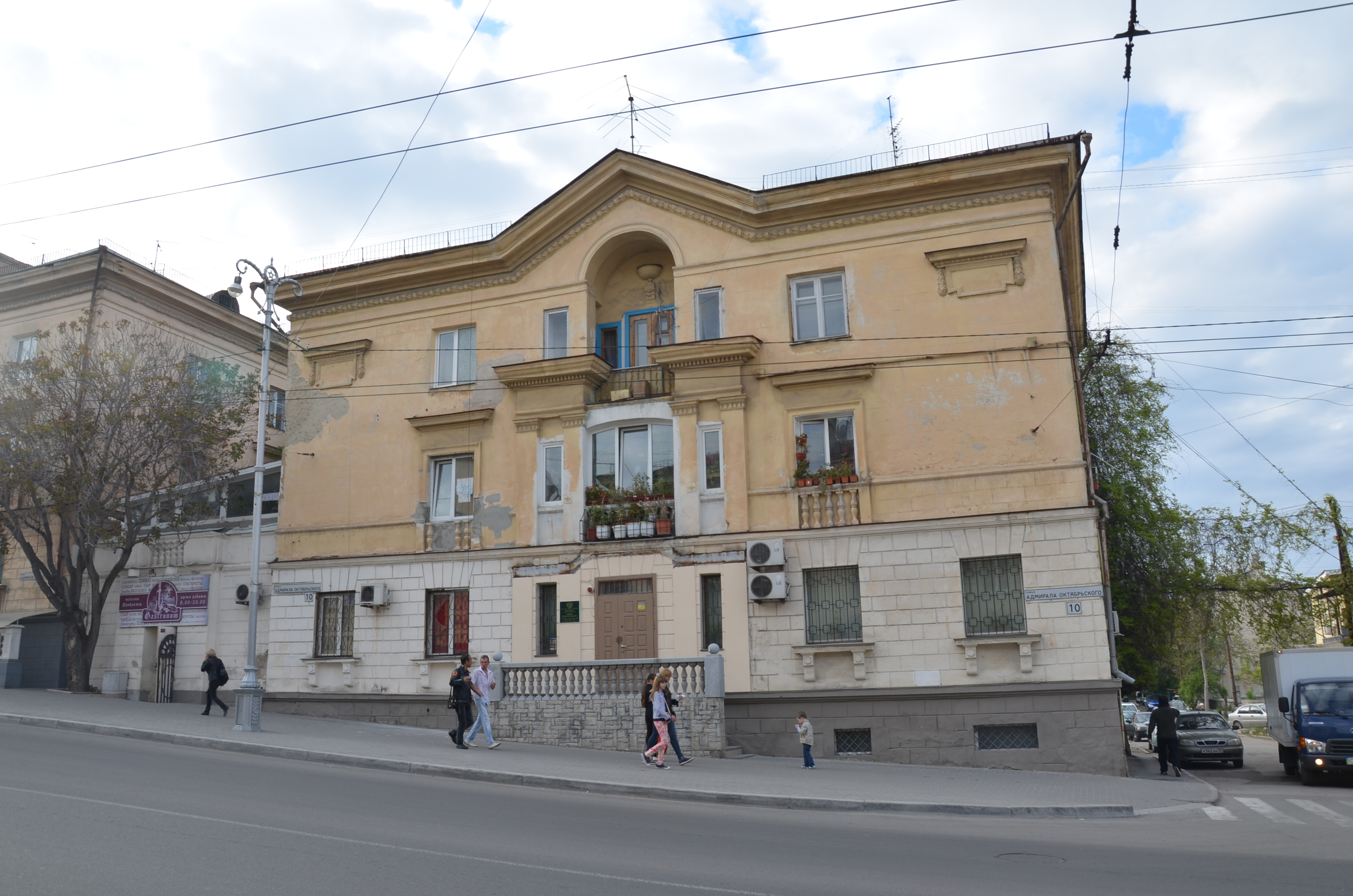
будинок реконструйований в стилі класицизму після війни
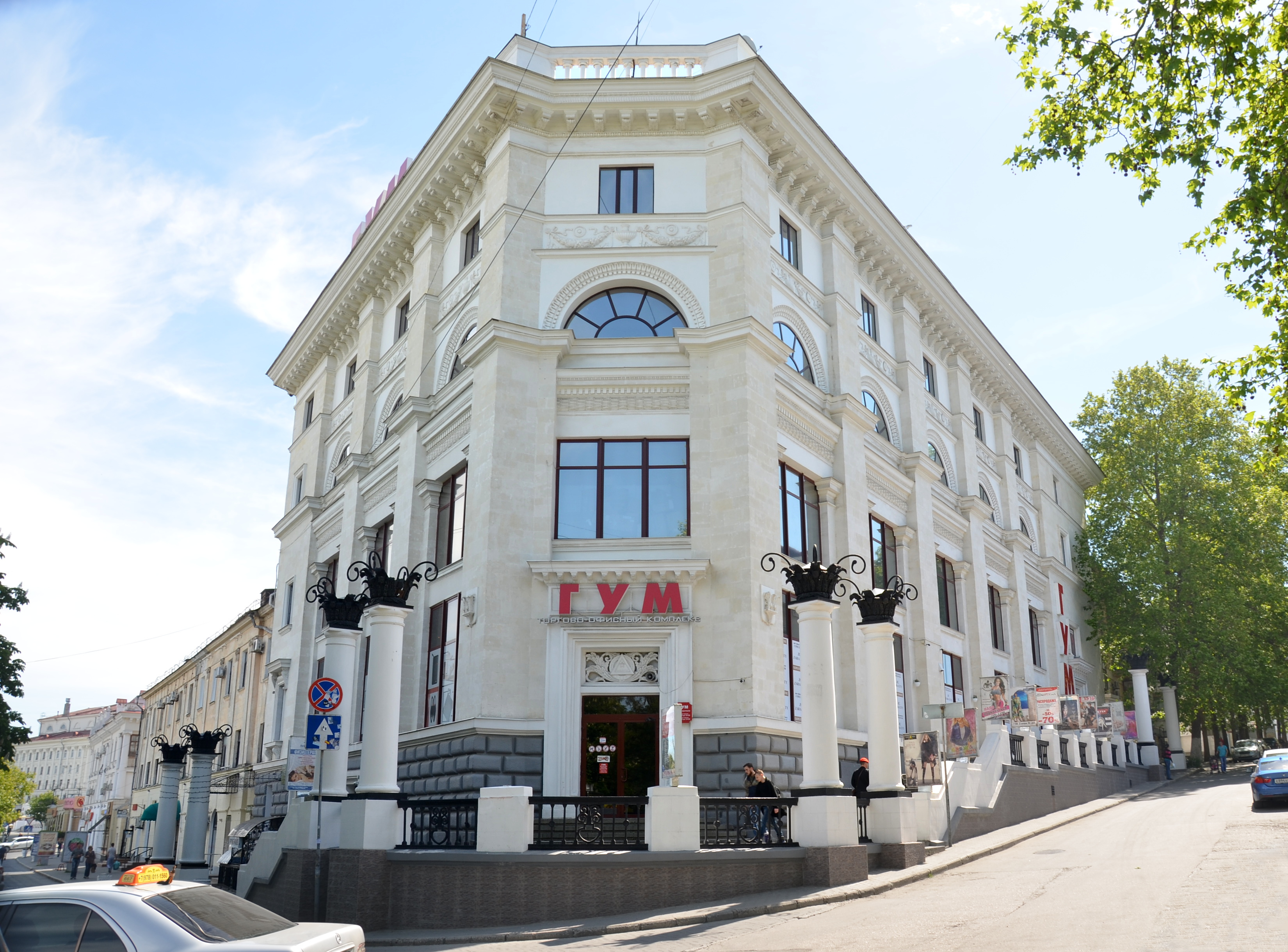
ГУМ, реконструйований в стилі класицизму після війни

Будівлі радянського класицизму
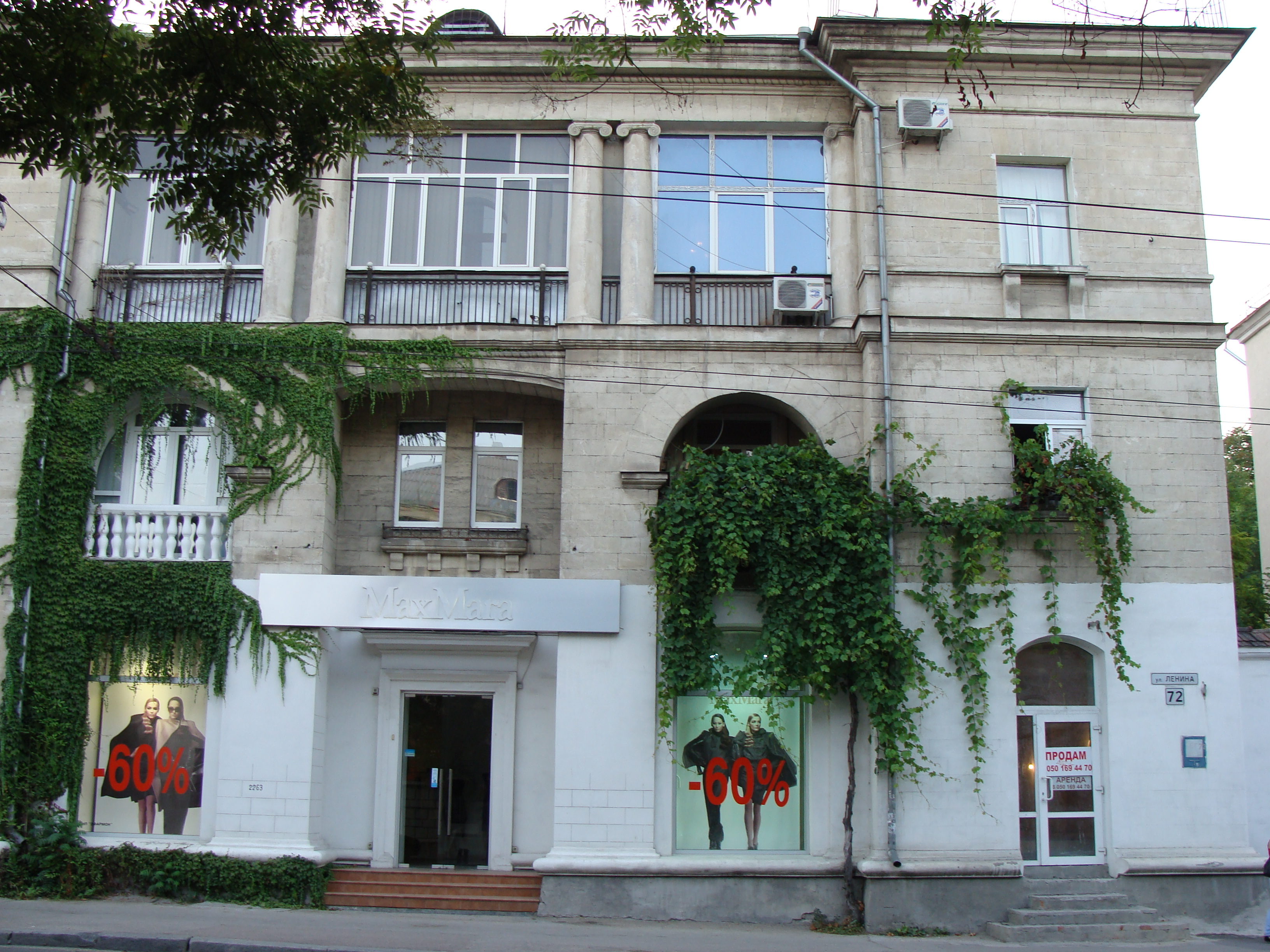
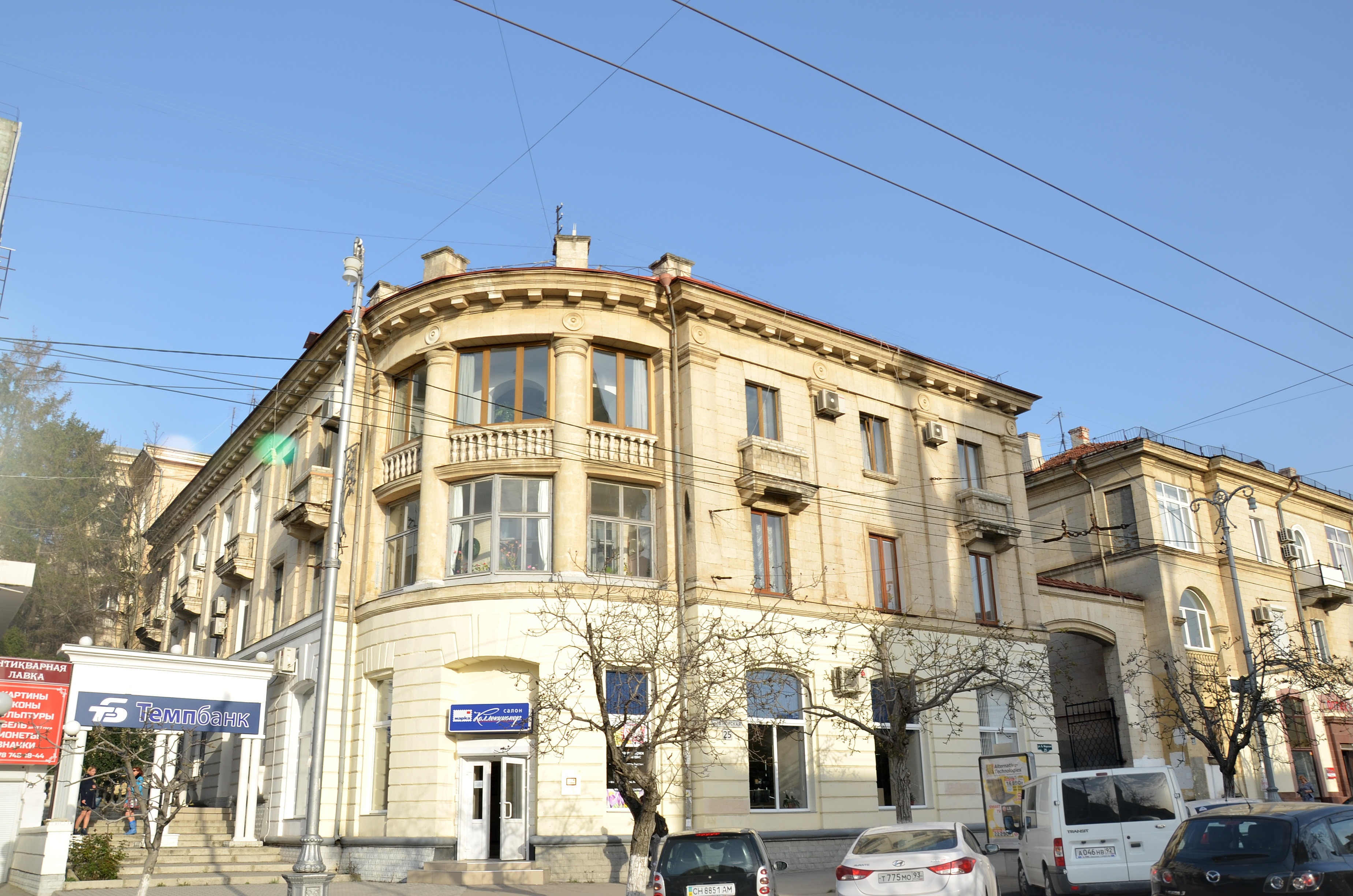
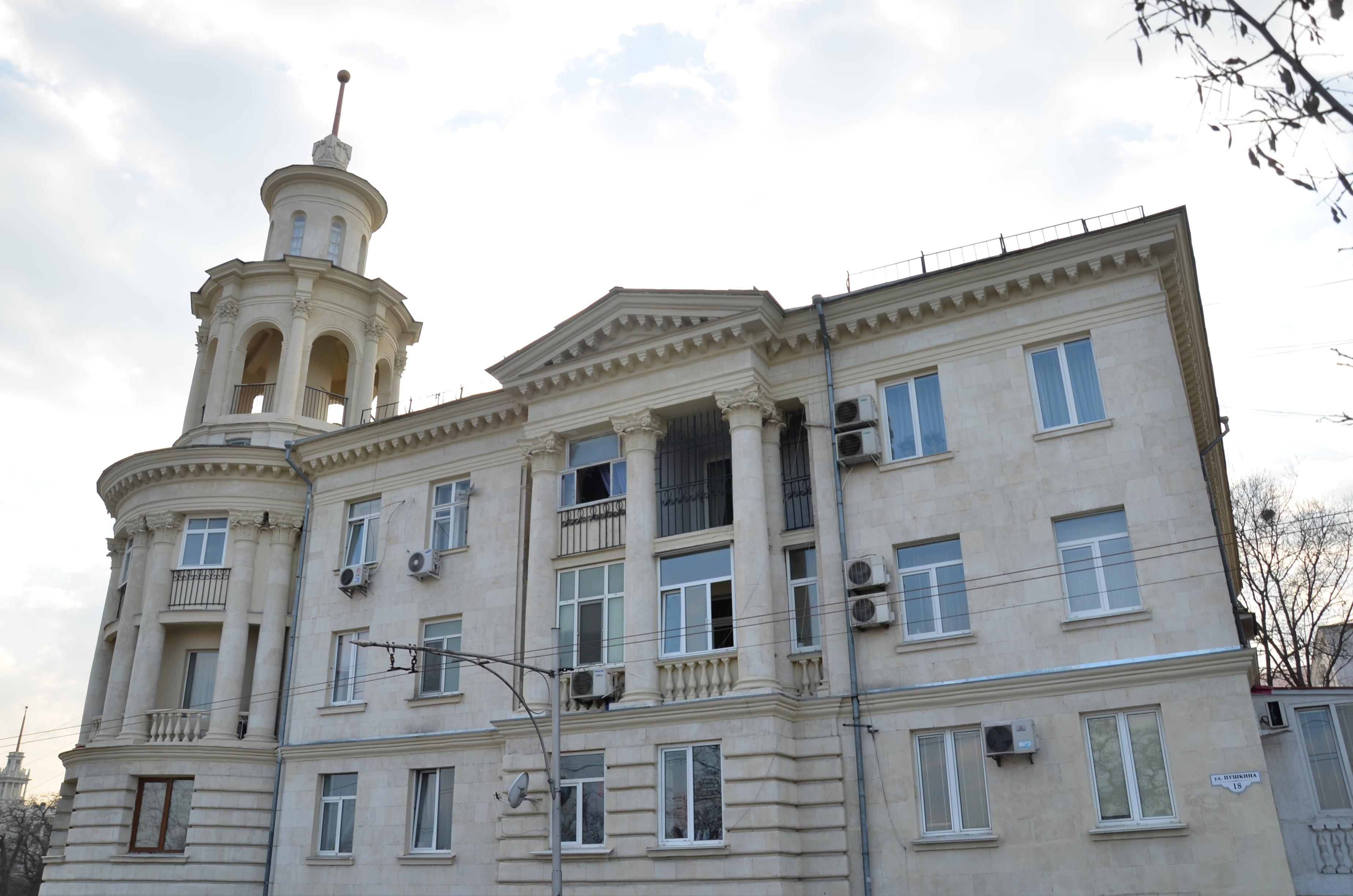
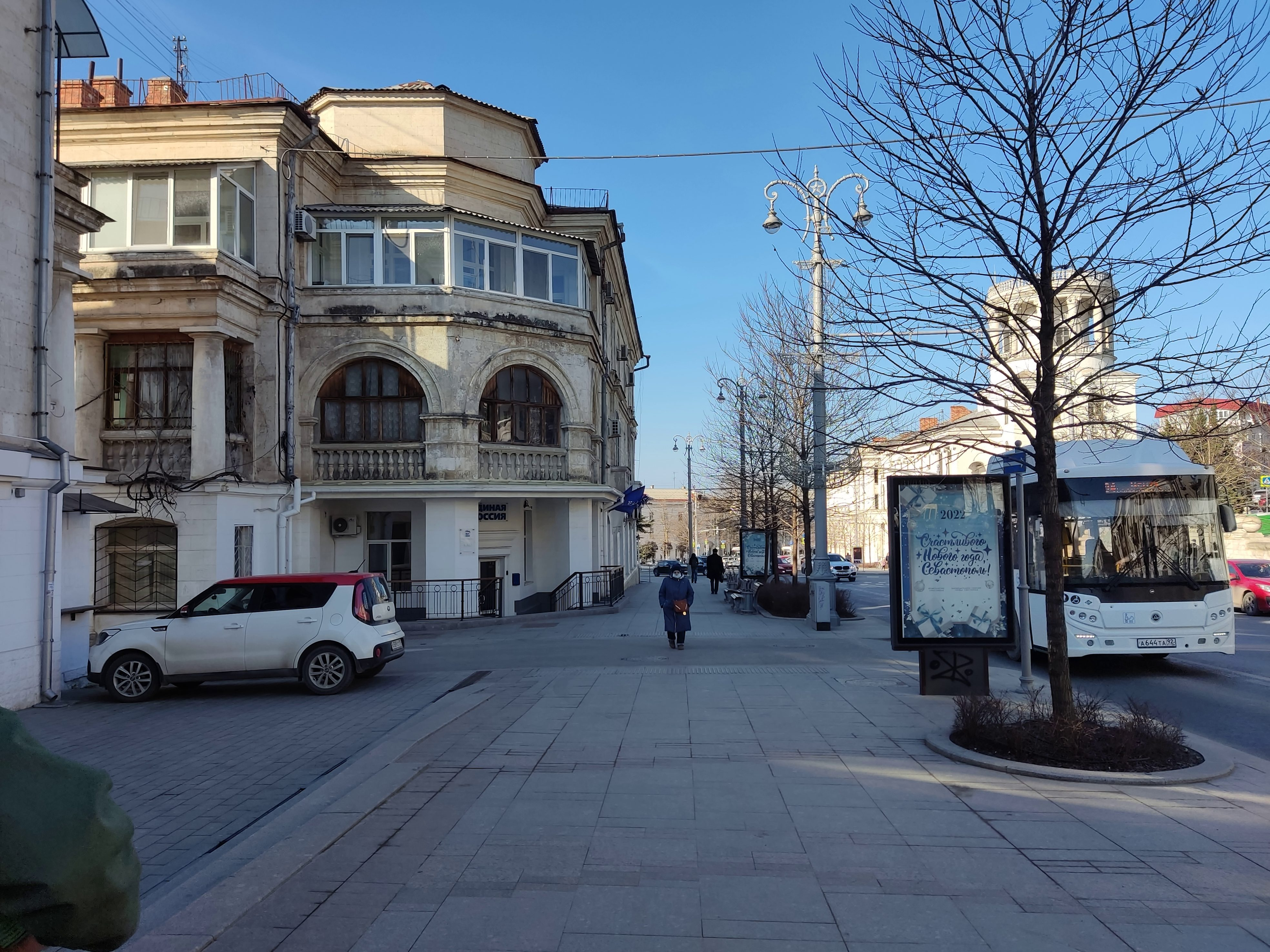
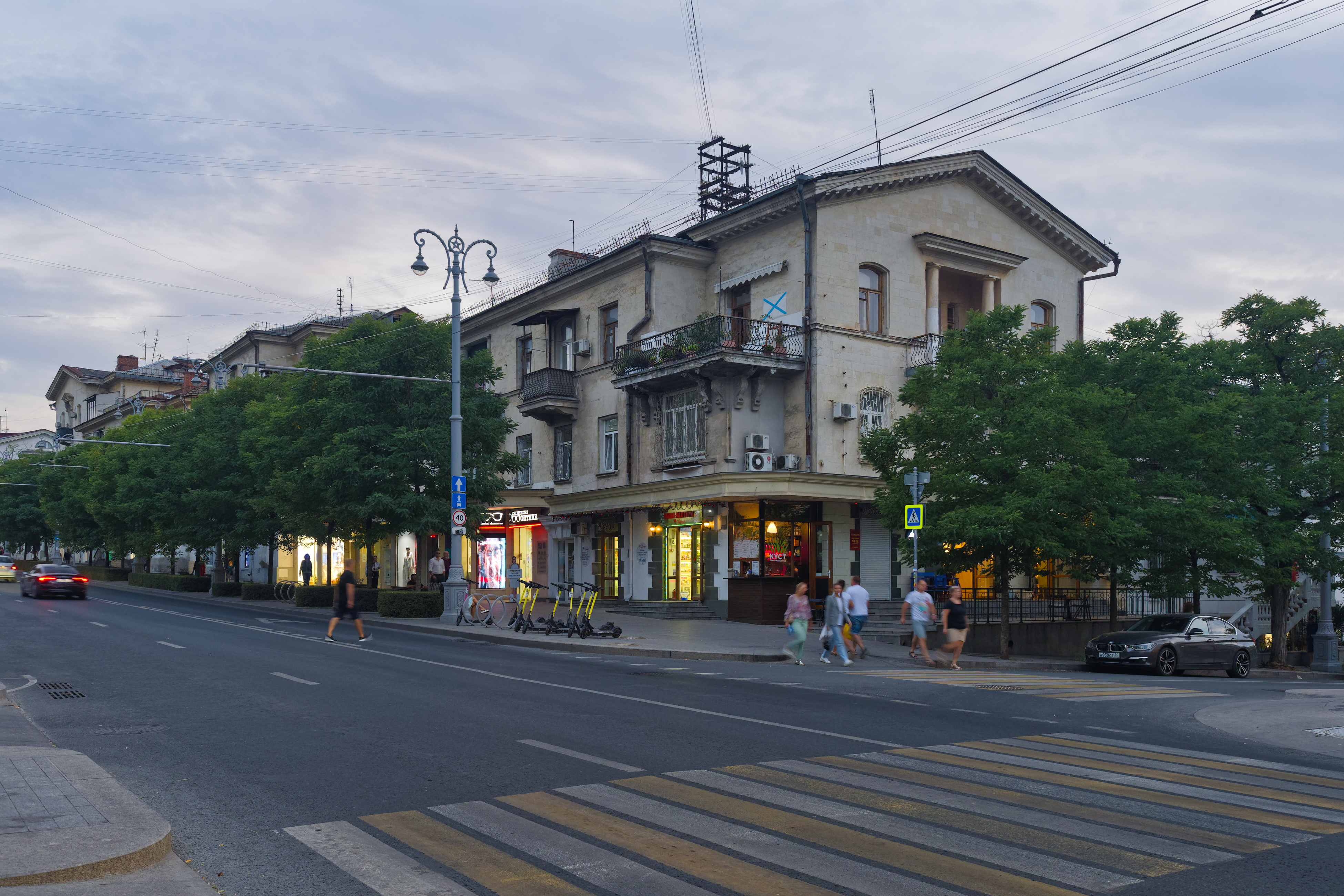
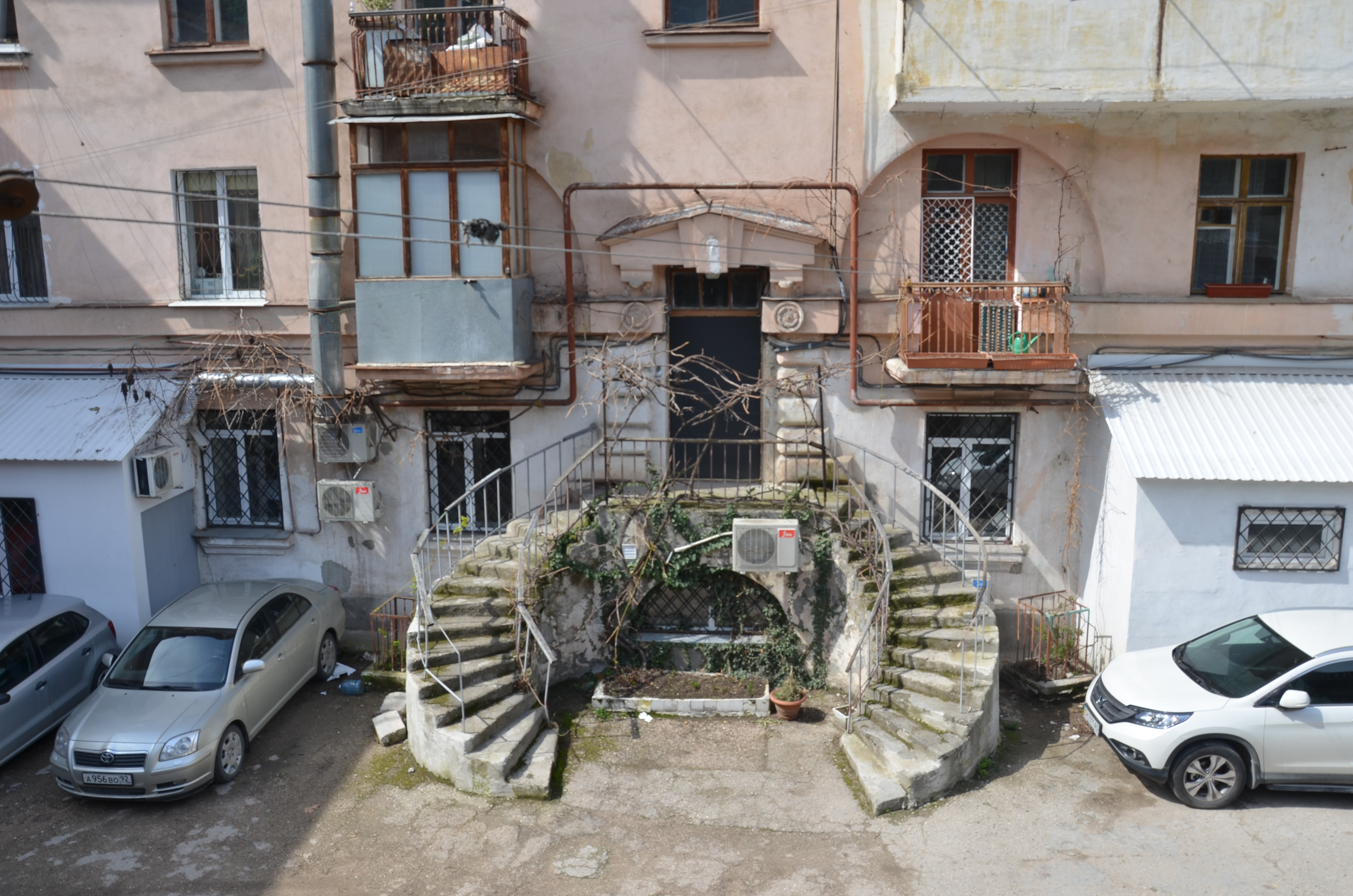